# ミッシング -サイキック捜査官-
ミッシング -サイキック捜査官- （ミッシング サイキックそうさかん、原題:1-800-Missing、第2シーズンよりMissing）は、アメリカ合衆国のSFテレビドラマシリーズ。ベストセラー作家メグ・キャボットの小説「1-800-WHERE R U」をテレビシリーズ化した作品で、アメリカ本国で2003年から2006年まで全3シーズンに渡って放送された。日本では2006年からBSフジにて第1シーズンを放送開始し、2008年からは第2シーズンと第3シーズンを放送している。

## あらすじ
FBI特別捜査官の女性（ハズレット）と、人には見えないものが夢の中で見えるサイキック（超能力）を持つ女性（ジェス）が、行方不明者に関係した数々の難事件を解決する。
第2シーズンからはキャストが大幅に変更され、第1シーズンでのジェスのパートナーだったブルックはFBIサンフランシスコ支局へ統括者として異動。新たなパートナーとして、FBI特別捜査官ニコル・スコットが登場するところから物語は始まる。

## キャスト

### 第1シーズン
メインキャスト
| 役                     | 俳優                                     | 吹き替え     | 特徴 |
| ---------------------- | ---------------------------------------- | ------------ | --- |
| ブルック・ハズレット   | グロリア・ルーベン Gloria Reuben         | 唐沢潤       | FBI特別捜査官。ジェスのパートナーにして、よき理解者。冷静沈着 な性格。父は元陸軍の軍人。メリーランド州出身                                                                         |
| ジェシカ・マストリアニ | カテリーナ・スコーソン Caterina Scorsone | 魏涼子       | 超能力者。FBI特別コンサルタントとして、超能力を使い捜査協力す る。ブルックのパートナー。インディアナポリス出身、イタリア系アメ リカ人。車好き。通称:ジェス                         |
| アラン・コイル         | ディーン・マクダーモット Dean McDermott  | 押切英希     | FBIインディアナポリス支局長。 ペンシルベニア大学のロースクール出身 |
| サニー・エストラーダ   | ジャスティナ・マシャド Justina Machado   | きっかわ佳代 | FBI情報分析官・鑑識官。ジェスとブルックのサポート役。 FBIアカデミーをトップで卒業している。通信機器の操作・科学調査 以外にも、心理学のエキスパートでもある。チームのムードメーカー |

サブキャスト
| 役                     | 俳優                                     | 吹き替え   | 特徴 |
| ---------------------- | ---------------------------------------- | ---------- | --- |
| ハンター               | クリストファー・ラルフ Christopher Ralph | 横尾博之   | ジェスの恋人。自動車整備士 |
| ダグラス・マストリアニ | アダム・マクドナルド Adam MacDonald      | 朝倉栄介   | ジェスの兄。精神疾患を抱えていて、度々ジェスの手を焼かすこともあ る |
| トニ・マストリアニ     | マリア・リコッサ Maria Ricossa           | 高村尚枝   | ジェスの母親。夫に先立たれ、夫が残したレストランを経営する |
| エリック・ルナール     | リック・フォックス Rick Fox              | 中村浩太郎 | ハズレットの恋人。ハズレットの高校時代の同窓生。高校にはバスケ ットで入学。当時、陸上に夢中だったハズレットに思いを寄せていたが、 口を聞いたのは年に数回ほどしかなかった |

ゲストキャスト
| 役                     | 俳優                                                   | 吹き替え     | 登場                 | 特徴 |
| ---------------------- | ------------------------------------------------------ | ------------ | -------------------- | --- |
| マディ・ウィルソン     | カティア・ガードナー Katya Gardner                     | 大鐘則子     | 第6話                | FBIクリーブランド支局のFBI特別捜査官 |
| キャサリン・オマリー   | チャーレン・ケイツ Challen Cates                       | 小山田詩乃   | 第9話 第14話         | 米陸軍犯罪捜査部少佐 |
| タニス・アーチャー     | ミシェル・クラニー Michelle Clunie                     | 日野由利加   | 第10話               | FBI特別捜査官。ブルックのアカデミー時代からの 同期の友人。新米捜査官時代にはブルックとコンビ を組んでいた。第18話ではシアトルの支局長に昇 進する（本人の登場はない） |
| Dr. レイモンド・シムズ | ジェラント・ウィン・デイヴィス Geraint Wyn Davies      | 石住昭彦     | 第12話               | サニーブルック精神衛生病院院長 |
| ビクトリア・フェルドン | ステファニー・モルゲンシュテルン Stephanie Morgenstern | 八十川真由野 | 第12話               | サニーブルック精神衛生病院の入院患者。主に製薬 会社の広告を手掛けるフリーのコピーライター                                                                            |
| サム・ハズレット       | リチャード・ラウンドトゥリー Richard Roundtree         | 花田光       | 第15話               | ハズレットの父。元軍人。 現在製薬会社の警備責任者 |
| ジャック・バージス     | ブラッド・ロウ Brad Rowe                               | 北斗誓一     | 第15話 第16話 第18話 | FBIメリーランド支局のFBI特別捜査官。ジェスに好意 を持つ。シーズン2以降も度々、姿を現す                                                                               |
| バレリー・ハイド       | タマラ・クレイグ・トーマス Tamara Craig Thomas         | 磯西真喜     | 第16話               | FBI特別捜査官。タニスと同様、ブルックのアカデミー 時代からの同期の友人                                                                                               |
| モーリス・ビリングス   | クリス・ブルーノ Chris Bruno                           | 奈良徹       | 第16話               | 出版会社の編集長 |
| モーゼス・ロジャーズ   | アイダン・ディバイン Aidan Devine                      | 黒田崇矢     | 第18話               | FBIワシントン犯罪捜査部部長補佐。ブルックの昇進 査定のため捜査に同行する。現在のジェスとブルック のように、エマニエル・ベーカーと組んで仕事をしてい た過去をもつ男   |
| エマニエル・ベーカー   | マーセデス・ルール Mercedes Ruehl                      | 北條文栄     | 第18話               | 超能力者。ジェスと同じ様に、夢の中で失踪者に関す る映像を見る能力を持つ。ジェスがFBIで働く以前（約 10年程前）に、FBIで行方不明者を探す仕事をしていた                 |

### 第2シーズン
| 役                       | 俳優                                     | 吹き替え     | 特徴                                     |
| ------------------------ | ---------------------------------------- | ------------ | ---------------------------------------- |
| ジェシカ・マストリアニ   | カテリーナ・スコーソン Caterina Scorsone | 魏涼子       | 超能力者、新米FBI特別捜査官。通称:ジェス |
| ニコル・スコット         | ヴィヴィカ・A・フォックス Vivica A. Fox  | 八十川真由野 | FBI特別捜査官                            |
| アントニオ・コルティッツ | マーク・コンスエロス Mark Consuelos      | 佐久田修     | FBI特別捜査官                            |
| ジョン・ポロック         | ジャスティン・ルイス Justin Louis        | 伊藤昌一     | FBIワシントンD.C.支局長                  |

## サブタイトル

### 第1シーズン（全18話）
- 01話 サイキック捜査官誕生 （Pilot）
- 02話 ゆがんだ心 （They Come as They Go）
- 03話 不眠症 （Insomnia）
- 04話 25年目の結末 （I Thought I Knew You）
- 05話 空の上での蒸発 （Thin Air）
- 06話 イタリアン・マフィアの妻 （Never Go Against the Family）
- 07話 忘れえぬ過去  （This Is Your Life）
- 08話 花嫁の謎 （Ties That Bind）
- 09話 ボリビアに消えた兵士 （M.I.A.）
- 10話 死へのカウントダウン （72 Hours to Kill）
- 11話 歪んだ正義 （Deliverance from Evil）
- 12話 クスリからの生還 （Victoria）
- 13話 白鯨（はくげい） （White Whale）
- 14話 歪んだ愛国心 （Basic Training）
- 15話 父の姿 （Father Figure）
- 16話 FBIへの疑惑 （Lost Sister）
- 17話 妄想 （Delusional）
- 18話 出発のとき （These Dreams Before Me）

### 第2シーズン（全18話）
- 01話 新たなる出会い （Sea of Love）
- 02話 火遊び （One Night Stand）
- 03話 母の決断 （Judgement Day）
- 04話 不愉快なビジョン （Resurrection）
- 05話 胎児の心音 （Last Stop）
- 06話 至福の家庭 （In the Midnight Hour）
- 07話 ポロックの苛立ち （Domestic Bliss）
- 08話 消えた警官 （Cop Out）
- 09話 ポロック誤認逮捕 （Puzzle Box）
- 10話 アイドルの秘密 （Pop Star）
- 11話 誰でもない誰か （Mr. Nobody）
- 12話 過去への旅 前編 （Truth or Dare: Part 1）
- 13話 過去への旅 後編 （Truth or Dare: Part 2）
- 14話 ニコルの賭け （Deep Cover）
- 15話 メリーさんの羊 （John Doe）
- 16話 カサノバの正体 （Paper Anniversary）
- 17話 蘇るフェニックス （Phoenix Rising）
- 18話 一番大切なひと （We Are Coming Home）

### 第3シーズン（全19話）
- 01話 赤ちゃんがすべて 前編 （Anything for the Baby: Part 1）
- 02話 赤ちゃんがすべて 後編 （Anything for the Baby: Part 2）
- 03話 不自然災害 （Unnatural Disaster）
- 04話 世を忍んで （Off the Grid）
- 05話 崩れ落ちる壁 （And the Walls Come Tumbling Down）
- 06話 ミスター・ライトを探して （Looking for Mr. Wright）
- 07話 ゲーム誘拐事件 （Last Night）
- 08話 逃亡者 （Fugitive）
- 09話 チーム崩壊 （Analysis）
- 10話 やりなおし裁判 （Try Again）
- 11話 キャビアの味 （Patient X）
- 12話 DNA （Sisterhood）
- 13話 10年目の疑惑 （A Death in the Family）
- 14話 御曹司誘拐事件 （Have You Seen This Man?）
- 15話 春休み （Spring Break）
- 16話 切り裂かれた者 （Cut）
- 17話 ふたつの道 （Double Take）
- 18話 白日の下に （Exposure）
- 19話 解決済ファイル （So Shall Ye Reap）

## 演出

### 主題歌
| シーズン                | 曲                 | 歌                 | 作詞・作曲                      |
| ----------------------- | ------------------ | ------------------ | ------------------------------- |
| 第1シーズン             | This Dream is Real | グロリア・ルーベン | グロリア・ルーベン & Andy Chase |
| 第2シーズン 第3シーズン | Till I find you    | Kina               |                                 |

## 備考
- 第1話でジェスの母親役としてアルバータ・ワトソン（Alberta Watson）がゲスト出演したが、その後の母親役はマリア・リコッサ（Maria Ricossa）に変更されている。
- ハンター役の横尾博之、ダグラス役の朝倉栄介、エリック役の中村浩太郎等は、自身の持役の出番がない回にも、エキストラ役などで出演している。また、大鐘則子、小日向みわ（FBI館内アナウンス他）等もかなり高い頻度で出演している。
- 第1シーズンの12話でビクトリア・フェルドンの声を担当していた八十川真由野は、その後、第2シーズンから主演するヴィヴィカ・A・フォックス扮するニコル・スコットの吹き替えも演じている。

## 日本での放送
第1シーズン
- BSフジ
- サンテレビ
- 北海道文化放送（毎週金曜日深夜1：45～2：40）　※2007年4月6日（金）～2007年8月17日（金）終了
- 石川テレビ放送
- 朝日放送（毎週火曜日 01:59～02：54）※2009年06月30日（火）～2009年11月03日（火）終了
- メ～テレ（毎週土曜日 01:59～02：54）※2009年06月19日（土）～2009年12月25日（土）終了

第2シーズン
- BSフジ （毎週土曜日 18：00～18：55　週内に再放送あり）　※2008年4月19日（土）～2008年9月27日（土）終了（翌週の再放送含む）
- KBS京都(毎週土曜日 21：00～21：55 翌週に休止あり) 　※2012年02月12日（日）～2012年07月08日（日）終了
- メ～テレ（毎週火曜日 01:59～02：54）※2010年06月22日（火）～2010年10月26日（火）終了

第3シーズン
- BSフジ （毎週土曜日17：00～17：55　翌週に再放送あり）　※2008年9月27日（土）～2009年2月14日（土）終了（翌週の再放送含む）
- メーテレ（毎週火曜日01：59～02：54）　※2010年11月02日（火）～2011年03月29日（火）終了
- KBS京都 (毎週日曜日 21：00～21：55 翌週に休止あり) ※2012年10月7日（日）～2013年3月17日（日）終了